# Peter L. Reichertz
Peter Leo Reichertz (* 20. September 1930 in Speicher; † 6. August 1987) war ein Mediziner und Hochschullehrer/Professor auf dem Gebiet der Medizinischen Informatik.

## Leben
Peter L. Reichertz studierte Physik, Mathematik und Medizin an den Universitäten Göttingen, Köln, Genf, München und Bonn. Anschließend promovierte er zum Dr. med. und habilitierte sich in Innerer Medizin. Seine hauptsächliche wissenschaftliche Tätigkeit in dieser Zeit lag auf dem Gebiet der Kardiologie. Zwischen 1966 und 1969 leitete Reichertz unter anderem die radiologische Computerforschung der Universitäten von Texas und Missouri. 1969 wurde Peter L. Reichertz als Professor an die Medizinische Hochschule Hannover berufen, um das Medizinische System Hannover (MSH) aufzubauen. Fünf Jahre später (1974) gründete er dort das Institut für Medizinische Informatik. Von 1975 bis 1988 hatte er zudem einen Lehrauftrag an der TU Braunschweig.
Er war der erste Präsident der European Federation for Medical Informatics (EFMI).

## Peter L. Reichertz Institut für Medizinische Informatik der TU Braunschweig und der Medizinischen Hochschule Hannover
Das Institut wurde 2007 durch die Technische Universität Carolo-Wilhelmina zu Braunschweig und die Medizinische Hochschule Hannover mit zwei Standorten in Braunschweig und Hannover gegründet. Gründungsziel war die Bildung eines regionalen Exzellenzclusters.

## Werke
- Requirements for Configuration and Management of Integral Medical Computer Center. In: Methods of Information in Medicine. Bd. 9 (1970), H. 1, S. 1–8 (online).